# Llista de topònims de Sagàs
Montmajor
Llista de topònims (noms propis de lloc) del municipi de Sagàs, al Berguedà
Informació actualitzada per un bot. Els canvis manuals es perdran quan s'actualitzi!

## abric rocós
| imatge | Nom                      | Ubicat a | instància de | Detalls | coordenades                                                         | Protecció | Commons (més fotos) | Dades a WD                    |
| ------ | ------------------------ | -------- | ------------ | ------- | ------------------------------------------------------------------- | --------- | ------------------- | ----------------------------- |
|        | Balma d'en Pere Petallut | Sagàs    | abric rocós  |         | 42° 01′ 23″ N, 1° 58′ 06″ E / 42.0231379776919°N,1.96832980925892°E |           |                     | Modifica les dades a Wikidata |
|        | Balma de Cal Mànigues    | Sagàs    | abric rocós  |         | 42° 03′ 55″ N, 1° 58′ 52″ E / 42.0651946730716°N,1.98105346607367°E |           |                     | Modifica les dades a Wikidata |
|        | Balma de Cerdanyà        | Sagàs    | abric rocós  |         | 42° 00′ 45″ N, 1° 56′ 04″ E / 42.0125614502416°N,1.93449224853255°E |           |                     | Modifica les dades a Wikidata |
|        | Balma de les Esqueres    | Sagàs    | abric rocós  |         | 42° 01′ 07″ N, 1° 57′ 09″ E / 42.0185992926474°N,1.9524843333562°E  |           |                     | Modifica les dades a Wikidata |
|        | Balma del Berenguer      | Sagàs    | abric rocós  |         | 42° 03′ 18″ N, 1° 58′ 51″ E / 42.0549342709666°N,1.98081870241932°E |           |                     | Modifica les dades a Wikidata |
|        | Balma del Pont           | Sagàs    | abric rocós  |         | 42° 02′ 41″ N, 1° 58′ 41″ E / 42.0447780049937°N,1.97811738487827°E |           |                     | Modifica les dades a Wikidata |

## cabana
| imatge | Nom             | Ubicat a | instància de | Detalls | coordenades                                                         | Protecció | Commons (més fotos) | Dades a WD                    |
| ------ | --------------- | -------- | ------------ | ------- | ------------------------------------------------------------------- | --------- | ------------------- | ----------------------------- |
|        | Vogi del Joncar | Sagàs    | cabana       |         | 42° 00′ 24″ N, 1° 55′ 00″ E / 42.0065486335139°N,1.91658767258283°E |           |                     | Modifica les dades a Wikidata |
|        | la Cabana       | Sagàs    | cabana       |         | 41° 59′ 14″ N, 1° 53′ 48″ E / 41.9872374183587°N,1.89659788977512°E |           |                     | Modifica les dades a Wikidata |

## entitat singular de població
| imatge | Nom        | Ubicat a | instància de                                   | Detalls | coordenades                                                               | Protecció | Commons (més fotos) | Dades a WD                    |
| ------ | ---------- | -------- | ---------------------------------------------- | ------- | ------------------------------------------------------------------------- | --------- | ------------------- | ----------------------------- |
|        | Sagàs      | Sagàs    | entitat singular de població capital municipal | 83 hab  | 42° 03′ 07″ N, 1° 57′ 47″ E / 42.052055°N,1.963055°E 738 msnm             |           |                     | Modifica les dades a Wikidata |
|        | la Guàrdia | Sagàs    | entitat singular de població                   | 71 hab  | 42° 00′ 15″ N, 1° 55′ 23″ E / 42.00415398257°N,1.9229626808193°E 673 msnm |           |                     | Modifica les dades a Wikidata |

## església
| imatge | Nom                        | Ubicat a | instància de                 | Detalls                                                                | coordenades                                                | Protecció                                  | Commons (més fotos)        | Dades a WD                    |
| ------ | -------------------------- | -------- | ---------------------------- | ---------------------------------------------------------------------- | ---------------------------------------------------------- | ------------------------------------------ | -------------------------- | ----------------------------- |
|        | Sant Andreu de Sagàs       | Sagàs    | església església parroquial | Estil: arquitectura romànica 10th century Anomenat per: Andreu apòstol | 42° 03′ 07″ N, 1° 57′ 47″ E / 42.052081°N,1.963045°E       | bé cultural d'interès nacional             | Sant Andreu de Sagàs       | Modifica les dades a Wikidata |
|        | Sant Esteve de Valldoriola | Sagàs    | església                     |                                                                        | 41° 59′ 37″ N, 1° 54′ 30″ E / 41.9935°N,1.90826°E          | bé integrant del patrimoni cultural català | Sant Esteve de Valldoriola | Modifica les dades a Wikidata |
|        | Sant Jordi de Sagàs        | Sagàs    | església                     | Estil: arquitectura barroca arquitectura popular                       | 42° 03′ 01″ N, 1° 57′ 50″ E / 42.0502°N,1.96379°E 719 msnm | bé integrant del patrimoni cultural català | Sant Jordi de Sagàs        | Modifica les dades a Wikidata |
|        | Sant Martí de Biure        | Sagàs    | església                     | Estil: arquitectura romànica                                           | 42° 01′ 25″ N, 1° 55′ 46″ E / 42.02360833°N,1.92948056°E   | bé integrant del patrimoni cultural català | Sant Martí de Biure        | Modifica les dades a Wikidata |
|        | Santa Margarida de Sagàs   | Sagàs    | església                     | Estil: art preromànic                                                  | 42° 03′ 33″ N, 1° 57′ 32″ E / 42.0592°N,1.95883°E          | bé integrant del patrimoni cultural català | Santa Margarida de Sagàs   | Modifica les dades a Wikidata |
|        | Santa Maria de la Guàrdia  | Sagàs    | església església parroquial | Estil: barroc                                                          | 42° 00′ 10″ N, 1° 55′ 23″ E / 42.0029°N,1.92299°E          | bé integrant del patrimoni cultural català | Santa Maria de la Guàrdia  | Modifica les dades a Wikidata |

## font
| imatge | Nom                        | Ubicat a | instància de | Detalls | coordenades                                                         | Protecció | Commons (més fotos) | Dades a WD                    |
| ------ | -------------------------- | -------- | ------------ | ------- | ------------------------------------------------------------------- | --------- | ------------------- | ----------------------------- |
|        | font de Vilanova           | Sagàs    | font         |         | 42° 00′ 16″ N, 1° 54′ 35″ E / 42.004466914427°N,1.90980042841108°E  |           |                     | Modifica les dades a Wikidata |
|        | font de la Casilla         | Sagàs    | font         |         | 42° 02′ 26″ N, 1° 58′ 01″ E / 42.040584792224°N,1.9670512850688°E   |           |                     | Modifica les dades a Wikidata |
|        | font de la Genesta         | Sagàs    | font         |         | 42° 00′ 27″ N, 1° 56′ 54″ E / 42.0074373160892°N,1.94822354874962°E |           |                     | Modifica les dades a Wikidata |
|        | font del Carrer de Bonaire | Sagàs    | font         |         | 42° 02′ 40″ N, 1° 56′ 55″ E / 42.0444385943657°N,1.94851965066327°E |           |                     | Modifica les dades a Wikidata |
|        | font del Josa              | Sagàs    | font         |         | 42° 01′ 50″ N, 1° 57′ 22″ E / 42.0304759151739°N,1.95611878862757°E |           |                     | Modifica les dades a Wikidata |
|        | font del Pontarró          | Sagàs    | font         |         | 42° 02′ 53″ N, 1° 55′ 53″ E / 42.0479642037532°N,1.93141156561941°E |           |                     | Modifica les dades a Wikidata |
|        | font del Vesc              | Sagàs    | font         |         | 42° 00′ 56″ N, 1° 54′ 36″ E / 42.0154839512008°N,1.91002290609764°E |           |                     | Modifica les dades a Wikidata |
|        | font dels Balços           | Sagàs    | font         |         | 42° 01′ 10″ N, 1° 56′ 34″ E / 42.0195812081533°N,1.94268486395017°E |           |                     | Modifica les dades a Wikidata |

## masia
| imatge | Nom                         | Ubicat a | instància de  | Detalls                                  | coordenades                                                                                   | Protecció                                  | Commons (més fotos) | Dades a WD                    |
| ------ | --------------------------- | -------- | ------------- | ---------------------------------------- | --------------------------------------------------------------------------------------------- | ------------------------------------------ | ------------------- | ----------------------------- |
|        | Bellver                     | Sagàs    | masia         |                                          | 42° 02′ 01″ N, 1° 54′ 29″ E / 42.033733333441°N,1.9079664513222°E                             |                                            |                     | Modifica les dades a Wikidata |
|        | Biure Nou                   | Sagàs    | masia         |                                          | 42° 01′ 20″ N, 1° 55′ 28″ E / 42.022308333333°N,1.9244111111111°E                             |                                            | Biure Nou           | Modifica les dades a Wikidata |
|        | Boencs                      | Sagàs    | masia         |                                          | 41° 59′ 52″ N, 1° 55′ 23″ E / 41.997850492551°N,1.9230689892243°E                             |                                            |                     | Modifica les dades a Wikidata |
|        | Bufart                      | Sagàs    | masia         |                                          | 42° 01′ 34″ N, 1° 57′ 28″ E / 42.0262215351388°N,1.95773456883311°E                           |                                            |                     | Modifica les dades a Wikidata |
|        | Ca l'Anglada                | Sagàs    | masia         |                                          | 42° 01′ 18″ N, 1° 58′ 12″ E / 42.0216583044697°N,1.97004473710455°E                           |                                            |                     | Modifica les dades a Wikidata |
|        | Ca l'Estevet                | Sagàs    | masia         |                                          | 42° 02′ 15″ N, 1° 57′ 40″ E / 42.03749°N,1.96119°E                                            |                                            |                     | Modifica les dades a Wikidata |
|        | Cal Basílio                 | Sagàs    | masia         |                                          | 42° 02′ 21″ N, 1° 57′ 53″ E / 42.03910967561°N,1.96468854417443°E                             |                                            |                     | Modifica les dades a Wikidata |
|        | Cal Bonai                   | Sagàs    | masia         | Estil: arquitectura popular              | 42° 03′ 06″ N, 1° 57′ 47″ E / 42.0518°N,1.96293°E                                             | bé integrant del patrimoni cultural català |                     | Modifica les dades a Wikidata |
|        | Cal Borrall                 | Sagàs    | masia         |                                          | 42° 03′ 05″ N, 1° 57′ 44″ E / 42.0514531906333°N,1.9622162595747°E                            |                                            |                     | Modifica les dades a Wikidata |
|        | Cal Colom                   | Sagàs    | masia         |                                          | 41° 59′ 54″ N, 1° 53′ 55″ E / 41.9983892878153°N,1.89866311369612°E                           |                                            |                     | Modifica les dades a Wikidata |
|        | Cal Costet                  | Sagàs    | masia         |                                          | 42° 02′ 17″ N, 1° 58′ 32″ E / 42.0379370785789°N,1.97553278119482°E                           |                                            |                     | Modifica les dades a Wikidata |
|        | Cal Ferrer                  | Sagàs    | masia         |                                          | 42° 02′ 13″ N, 1° 58′ 29″ E / 42.0368318684915°N,1.97481356269963°E                           |                                            |                     | Modifica les dades a Wikidata |
|        | Cal Font                    | Sagàs    | masia         |                                          | 42° 01′ 30″ N, 1° 54′ 57″ E / 42.0249945766729°N,1.91570679926128°E                           |                                            |                     | Modifica les dades a Wikidata |
|        | Cal Forner                  | Sagàs    | masia         |                                          | 42° 03′ 01″ N, 1° 57′ 40″ E / 42.0503991974088°N,1.96119418873459°E                           |                                            |                     | Modifica les dades a Wikidata |
|        | Cal Josa                    | Sagàs    | masia         |                                          | 42° 02′ 26″ N, 1° 57′ 46″ E / 42.0406586785625°N,1.96268191436989°E                           |                                            |                     | Modifica les dades a Wikidata |
|        | Cal Magí                    | Sagàs    | masia         |                                          | 42° 02′ 17″ N, 1° 57′ 41″ E / 42.0380263879008°N,1.96141990361412°E                           |                                            |                     | Modifica les dades a Wikidata |
|        | Cal Malló                   | Sagàs    | masia         |                                          | 42° 02′ 37″ N, 1° 57′ 08″ E / 42.0436069240216°N,1.95212194620524°E                           |                                            |                     | Modifica les dades a Wikidata |
|        | Cal Maties                  | Sagàs    | masia         |                                          | 42° 03′ 02″ N, 1° 57′ 55″ E / 42.0504461849685°N,1.96539867835637°E                           |                                            |                     | Modifica les dades a Wikidata |
|        | Cal Pasqual                 | Sagàs    | masia         |                                          | 42° 02′ 45″ N, 1° 56′ 07″ E / 42.0458202462759°N,1.93524161602538°E                           |                                            |                     | Modifica les dades a Wikidata |
|        | Cal Refilat                 | Sagàs    | masia         |                                          | 42° 02′ 25″ N, 1° 57′ 44″ E / 42.0401581542286°N,1.9621101142455°E                            |                                            |                     | Modifica les dades a Wikidata |
|        | Cal Riera                   | Sagàs    | masia         |                                          | 42° 02′ 12″ N, 1° 57′ 12″ E / 42.0367650681968°N,1.9534425086192°E                            |                                            |                     | Modifica les dades a Wikidata |
|        | Cal Rovira                  | Sagàs    | masia         | Estil: arquitectura popular              | 42° 02′ 16″ N, 1° 58′ 17″ E / 42.0377°N,1.97144°E                                             | bé integrant del patrimoni cultural català |                     | Modifica les dades a Wikidata |
|        | Cal Teixidor                | Sagàs    | masia         | Estil: arquitectura popular              | 41° 59′ 35″ N, 1° 54′ 28″ E / 41.993°N,1.9078°E                                               | bé integrant del patrimoni cultural català |                     | Modifica les dades a Wikidata |
|        | Cal Teixidor de Sagàs       | Sagàs    | masia         |                                          | 42° 02′ 43″ N, 1° 57′ 15″ E / 42.0451753046967°N,1.95423487359037°E                           |                                            |                     | Modifica les dades a Wikidata |
|        | Cal Tixola                  | Sagàs    | masia         |                                          | 42° 02′ 40″ N, 1° 57′ 07″ E / 42.0445512448715°N,1.95197351502677°E                           |                                            |                     | Modifica les dades a Wikidata |
|        | Cal Tomàs                   | Sagàs    | masia         |                                          | 42° 02′ 38″ N, 1° 57′ 08″ E / 42.0438692849278°N,1.95225054566416°E                           |                                            |                     | Modifica les dades a Wikidata |
|        | Cal Xangai                  | Sagàs    | masia         |                                          | 42° 02′ 38″ N, 1° 57′ 06″ E / 42.043773938475°N,1.95167213807036°E                            |                                            |                     | Modifica les dades a Wikidata |
|        | Casa Mira                   | Sagàs    | masia         |                                          | 42° 01′ 10″ N, 1° 54′ 17″ E / 42.0193513486939°N,1.90472701642088°E                           |                                            |                     | Modifica les dades a Wikidata |
|        | Casa de la Batllia de Sagàs | Sagàs    | masia         | Estil: arquitectura popular              | 42° 03′ 07″ N, 1° 57′ 47″ E / 42.052°N,1.96317°E                                              | bé integrant del patrimoni cultural català |                     | Modifica les dades a Wikidata |
|        | Casaponça                   | Sagàs    | masia         |                                          | 41° 59′ 22″ N, 1° 54′ 42″ E / 41.9895615983743°N,1.91174497396004°E 651 msnm                  |                                            | Casaponça           | Modifica les dades a Wikidata |
|        | Caseta de Mateus            | Sagàs    | masia         |                                          | 42° 03′ 19″ N, 2° 00′ 22″ E / 42.0553903247053°N,2.00611743432023°E                           |                                            |                     | Modifica les dades a Wikidata |
|        | Cerdanyà                    | Sagàs    | masia         |                                          | 42° 00′ 45″ N, 1° 54′ 46″ E / 42.0126268562929°N,1.91265614546194°E                           |                                            |                     | Modifica les dades a Wikidata |
|        | Gavarrós Vell               | Sagàs    | masia         |                                          | 42° 03′ 35″ N, 1° 59′ 01″ E / 42.059646444036°N,1.983662359947°E                              |                                            |                     | Modifica les dades a Wikidata |
|        | Gonfaus                     | Sagàs    | masia         | Estil: arquitectura popular              | 42° 00′ 38″ N, 1° 55′ 28″ E / 42.0105°N,1.92438°E                                             | bé integrant del patrimoni cultural català |                     | Modifica les dades a Wikidata |
|        | Mas Canelles                | Sagàs    | masia         | Estil: arquitectura popular              | 42° 00′ 48″ N, 1° 55′ 13″ E / 42.0134°N,1.92028°E                                             | bé integrant del patrimoni cultural català |                     | Modifica les dades a Wikidata |
|        | Mas Gabarrós Nou            | Sagàs    | masia edifici | Estil: arquitectura popular              | 42° 03′ 21″ N, 1° 58′ 00″ E / 42.055893358312°N,1.9668032227107°E                             | bé integrant del patrimoni cultural català |                     | Modifica les dades a Wikidata |
|        | Mas Gamissans               | Sagàs    | masia         |                                          | 41° 59′ 35″ N, 1° 54′ 29″ E / 41.9931°N,1.90818°E                                             | bé integrant del patrimoni cultural català |                     | Modifica les dades a Wikidata |
|        | Mas Mateus                  | Sagàs    | masia         | Estil: arquitectura popular              | 42° 03′ 08″ N, 1° 59′ 38″ E / 42.0523°N,1.99379°E                                             | bé integrant del patrimoni cultural català |                     | Modifica les dades a Wikidata |
|        | Mas Salvans de Dalt         | Sagàs    | masia         | Estil: arquitectura popular              | 42° 00′ 59″ N, 1° 56′ 45″ E / 42.0163°N,1.94585°E                                             | bé integrant del patrimoni cultural català | El Salvans Vell     | Modifica les dades a Wikidata |
|        | Mas Vilanova                | Sagàs    | masia         | Estil: arquitectura popular              | 41° 59′ 53″ N, 1° 54′ 25″ E / 41.9981°N,1.90683°E                                             | bé integrant del patrimoni cultural català |                     | Modifica les dades a Wikidata |
|        | Mas Vilardaga               | Sagàs    | masia         | Estil: arquitectura popular              | 42° 00′ 45″ N, 1° 55′ 48″ E / 42.0126°N,1.93003°E                                             | bé integrant del patrimoni cultural català | Vilardaga (Sagàs)   | Modifica les dades a Wikidata |
|        | Mas la Batllia              | Sagàs    | masia         | Estil: arquitectura popular              | 42° 03′ 07″ N, 1° 57′ 46″ E / 42.0519°N,1.96268°E                                             | bé integrant del patrimoni cultural català |                     | Modifica les dades a Wikidata |
|        | Mas la Mora                 | Sagàs    | masia         | Estil: arquitectura popular              | 42° 03′ 36″ N, 2° 00′ 22″ E / 42.0599°N,2.00615°E                                             | bé integrant del patrimoni cultural català |                     | Modifica les dades a Wikidata |
|        | Masoveria de Palau          | Sagàs    | masia         | Estil: arquitectura popular              | 42° 00′ 24″ N, 1° 54′ 12″ E / 42.0068°N,1.90341°E                                             |                                            |                     | Modifica les dades a Wikidata |
|        | Pallarès                    | Sagàs    | masia         |                                          | 42° 01′ 13″ N, 1° 58′ 05″ E / 42.020370459084°N,1.9680484340012°E                             |                                            |                     | Modifica les dades a Wikidata |
|        | Sagnari                     | Sagàs    | masia         |                                          | 42° 00′ 19″ N, 1° 57′ 16″ E / 42.005344756329°N,1.954338635567°E                              |                                            |                     | Modifica les dades a Wikidata |
|        | Xiulans                     | Sagàs    | masia         |                                          | 42° 03′ 09″ N, 1° 56′ 54″ E / 42.0523896296949°N,1.94834017066424°E                           |                                            |                     | Modifica les dades a Wikidata |
|        | el Bosquet                  | Sagàs    | masia         |                                          | 42° 02′ 15″ N, 1° 58′ 04″ E / 42.0376329121194°N,1.96772084486008°E                           |                                            |                     | Modifica les dades a Wikidata |
|        | el Castelló                 | Sagàs    | masia         |                                          | 42° 02′ 56″ N, 1° 59′ 05″ E / 42.0489337990047°N,1.98463643988772°E                           |                                            |                     | Modifica les dades a Wikidata |
|        | el Pla de la Creu           | Sagàs    | masia         |                                          | 42° 02′ 29″ N, 1° 58′ 30″ E / 42.0415157394205°N,1.97487117305569°E                           |                                            |                     | Modifica les dades a Wikidata |
|        | el Pou                      | Sagàs    | masia         | Estil: arquitectura popular              | 42° 03′ 00″ N, 1° 57′ 58″ E / 42.0499°N,1.96602°E                                             | bé integrant del patrimoni cultural català |                     | Modifica les dades a Wikidata |
|        | el Pujol                    | Sagàs    | masia         |                                          | 42° 03′ 03″ N, 1° 58′ 12″ E / 42.0508385757794°N,1.96997220037808°E                           |                                            |                     | Modifica les dades a Wikidata |
|        | el Salvans Nou              | Sagàs    | masia         |                                          | 42° 00′ 59″ N, 1° 56′ 34″ E / 42.0162867864423°N,1.94289644808144°E                           |                                            |                     | Modifica les dades a Wikidata |
|        | els Casals                  | Sagàs    | masia         |                                          | 42° 01′ 53″ N, 1° 57′ 40″ E / 42.031525226698°N,1.9611578132991°E                             |                                            |                     | Modifica les dades a Wikidata |
|        | els Clots                   | Sagàs    | masia         |                                          | 42° 01′ 06″ N, 1° 57′ 42″ E / 42.0182875553679°N,1.96178948842121°E                           |                                            |                     | Modifica les dades a Wikidata |
|        | els Plans                   | Sagàs    | masia         |                                          | 42° 03′ 20″ N, 1° 57′ 05″ E / 42.0556681014932°N,1.95130734140008°E                           |                                            |                     | Modifica les dades a Wikidata |
|        | l'Armengol                  | Sagàs    | masia         | Estil: arquitectura popular              | 42° 03′ 03″ N, 1° 57′ 43″ E / 42.0507°N,1.96207°E                                             | bé integrant del patrimoni cultural català |                     | Modifica les dades a Wikidata |
|        | l'Ermengol                  | Sagàs    | masia         |                                          | 42° 03′ 02″ N, 1° 57′ 44″ E / 42.0506788606924°N,1.96224094919349°E                           |                                            |                     | Modifica les dades a Wikidata |
|        | la Casanova                 | Sagàs    | masia         |                                          | 42° 02′ 50″ N, 1° 57′ 50″ E / 42.0473084389853°N,1.96401166371484°E                           |                                            |                     | Modifica les dades a Wikidata |
|        | la Coromina                 | Sagàs    | masia         |                                          | 42° 01′ 34″ N, 1° 58′ 28″ E / 42.026241668343°N,1.9745311491802°E                             |                                            |                     | Modifica les dades a Wikidata |
|        | la Garganta                 | Sagàs    | masia         |                                          | 42° 03′ 46″ N, 2° 00′ 05″ E / 42.062814729569°N,2.00128793721233°E                            |                                            |                     | Modifica les dades a Wikidata |
|        | la Móra de Dalt             | Sagàs    | masia         |                                          | 42° 03′ 42″ N, 2° 00′ 17″ E / 42.0615379530377°N,2.00464373456321°E                           |                                            |                     | Modifica les dades a Wikidata |
|        | la Roca                     | Sagàs    | masia         |                                          | 42° 02′ 17″ N, 1° 58′ 25″ E / 42.0379207816022°N,1.97370870667474°E                           |                                            |                     | Modifica les dades a Wikidata |
|        | la Roqueta                  | Sagàs    | masia         |                                          | 42° 02′ 19″ N, 1° 56′ 56″ E / 42.038619266286°N,1.9489605583902°E                             |                                            |                     | Modifica les dades a Wikidata |
|        | la Rovira                   | Sagàs    | masia         | Estil: arquitectura popular 18th century | 42° 01′ 39″ N, 1° 57′ 56″ E / 42.0274°N,1.96555°E                                             | bé integrant del patrimoni cultural català | La Rovira (Sagàs)   | Modifica les dades a Wikidata |
|        | la Sala de Biure            | Sagàs    | masia         | Estil: arquitectura popular 15th century | 42° 01′ 26″ N, 1° 55′ 48″ E / 42.023805°N,1.929977°E ca:A llevant del nucli de Biure 586 msnm | bé integrant del patrimoni cultural català | La Sala de Biure    | Modifica les dades a Wikidata |
|        | la Vallvella                | Sagàs    | masia         |                                          | 42° 01′ 11″ N, 1° 54′ 08″ E / 42.0197338455579°N,1.90234104183515°E                           |                                            |                     | Modifica les dades a Wikidata |
|        | les Cases                   | Sagàs    | masia         |                                          | 42° 02′ 10″ N, 1° 56′ 07″ E / 42.0360385259564°N,1.93516329870772°E                           |                                            |                     | Modifica les dades a Wikidata |
|        | les Feixes Noves            | Sagàs    | masia         |                                          | 42° 02′ 28″ N, 1° 56′ 04″ E / 42.041187082251°N,1.9344196109999°E                             |                                            |                     | Modifica les dades a Wikidata |

## molí d'aigua
| imatge | Nom              | Ubicat a | instància de | Detalls | coordenades                                                         | Protecció | Commons (més fotos) | Dades a WD                    |
| ------ | ---------------- | -------- | ------------ | ------- | ------------------------------------------------------------------- | --------- | ------------------- | ----------------------------- |
|        | Molí de Canelles | Sagàs    | molí d'aigua |         | 42° 01′ 09″ N, 1° 54′ 35″ E / 42.0192093859842°N,1.90968148438429°E |           |                     | Modifica les dades a Wikidata |
|        | el Molí          | Sagàs    | molí d'aigua |         | 42° 00′ 20″ N, 1° 54′ 44″ E / 42.0056238861269°N,1.91213540751223°E |           |                     | Modifica les dades a Wikidata |

## muntanya
| imatge | Nom                    | Ubicat a | instància de | Detalls | coordenades                                                         | Protecció | Commons (més fotos) | Dades a WD                    |
| ------ | ---------------------- | -------- | ------------ | ------- | ------------------------------------------------------------------- | --------- | ------------------- | ----------------------------- |
|        | Roca Gran              | Sagàs    | muntanya     |         | 42° 01′ 51″ N, 1° 56′ 05″ E / 42.03091667°N,1.93472222°E 568.2 msnm |           |                     | Modifica les dades a Wikidata |
|        | Serrat Penjat          | Sagàs    | muntanya     |         | 42° 03′ 49″ N, 1° 59′ 51″ E / 42.06372222°N,1.9975°E 873.2 msnm     |           |                     | Modifica les dades a Wikidata |
|        | Serrat Roig            | Sagàs    | muntanya     |         | 42° 03′ 33″ N, 1° 56′ 41″ E / 42.05902778°N,1.94466667°E 696 msnm   |           |                     | Modifica les dades a Wikidata |
|        | Serrat de la Roqueta   | Sagàs    | muntanya     |         | 42° 02′ 30″ N, 1° 57′ 02″ E / 42.04155556°N,1.95056528°E 717.7 msnm |           |                     | Modifica les dades a Wikidata |
|        | Serrat dels Lladres    | Sagàs    | muntanya     |         | 42° 00′ 28″ N, 1° 55′ 49″ E / 42.0078°N,1.93031°E 667.7 msnm        |           |                     | Modifica les dades a Wikidata |
|        | la Creu de la Carbassa | Sagàs    | muntanya     |         | 41° 59′ 23″ N, 1° 55′ 11″ E / 41.98985556°N,1.91963611°E 648.1 msnm |           |                     | Modifica les dades a Wikidata |

## nucli de població
| imatge | Nom                  | Ubicat a | instància de      | Detalls | coordenades                                                         | Protecció | Commons (més fotos) | Dades a WD                    |
| ------ | -------------------- | -------- | ----------------- | ------- | ------------------------------------------------------------------- | --------- | ------------------- | ----------------------------- |
|        | Valldoriola          | Sagàs    | nucli de població |         | 41° 59′ 35″ N, 1° 54′ 32″ E / 41.9929211410954°N,1.90891091613428°E |           |                     | Modifica les dades a Wikidata |
|        | el Carrer de Bonaire | Sagàs    | nucli de població |         | 42° 02′ 42″ N, 1° 57′ 18″ E / 42.044977932852°N,1.9548972031929°E   |           |                     | Modifica les dades a Wikidata |

## serra
| imatge | Nom                 | Ubicat a                    | instància de | Detalls | coordenades                                                             | Protecció | Commons (més fotos) | Dades a WD                    |
| ------ | ------------------- | --------------------------- | ------------ | ------- | ----------------------------------------------------------------------- | --------- | ------------------- | ----------------------------- |
|        | Carena de Mateus    | Sagàs                       | serra        |         | 42° 02′ 12″ N, 1° 59′ 38″ E / 42.03661111°N,1.99383056°E 784 msnm       |           |                     | Modifica les dades a Wikidata |
|        | Cuassacs            | Sagàs Santa Maria de Merlès | serra        |         | 42° 01′ 27″ N, 1° 58′ 30″ E / 42.02413889°N,1.97511111°E 670 670.3 msnm |           |                     | Modifica les dades a Wikidata |
|        | serra alta de Palau | Olvan Puig-reig Sagàs       | serra        |         | 42° 00′ 00″ N, 1° 53′ 39″ E / 42.0001°N,1.89419°E 596 msnm              |           |                     | Modifica les dades a Wikidata |
|        | serra de Biure      | Sagàs                       | serra        |         | 42° 01′ 45″ N, 1° 56′ 16″ E / 42.02916667°N,1.93788889°E 645.4 msnm     |           |                     | Modifica les dades a Wikidata |
|        | serra de Cerdanyola | Sagàs                       | serra        |         | 42° 01′ 41″ N, 1° 54′ 41″ E / 42.028°N,1.91144°E 570.7 msnm             |           |                     | Modifica les dades a Wikidata |
|        | serra de Ramons     | Olvan la Quar Sagàs         | serra        |         | 42° 04′ 05″ N, 1° 56′ 56″ E / 42.06819444°N,1.94875°E 801.5 msnm        |           |                     | Modifica les dades a Wikidata |

## Misc
| imatge | Nom                        | Ubicat a              | instància de                                        | Detalls                                                                    | coordenades                                                                                               | Protecció | Commons (més fotos) | Dades a WD                    |
| ------ | -------------------------- | --------------------- | --------------------------------------------------- | -------------------------------------------------------------------------- | --- | --------- | ------------------- | ----------------------------- |
|        | La Roqueta                 | Sagàs                 | vèrtex geodèsic                                     | Alt: 1.2m                                                                  | 42° 02′ 30″ N, 1° 57′ 02″ E / 42.041633°N,1.950521°E 717.941 msnm                                         |           |                     | Modifica les dades a Wikidata |
|        | casa consistorial de Sagàs | Sagàs                 | casa consistorial                                   |                                                                            | 42° 02′ 16″ N, 1° 57′ 52″ E / 42.0377393°N,1.9643707°E                                                    |           |                     | Modifica les dades a Wikidata |
|        | el Passavant               | Sagàs                 | pont                                                | Hi passa: C-62                                                             | 42° 02′ 22″ N, 1° 57′ 24″ E / 42.0394427053414°N,1.9567090309089°E                                        |           |                     | Modifica les dades a Wikidata |
|        | les Quatre Termes          | Sagàs                 | fita                                                |                                                                            | 42° 04′ 00″ N, 1° 59′ 39″ E / 42.0666872952437°N,1.99404746368683°E                                       |           |                     | Modifica les dades a Wikidata |
|        | riera de Merlès            | Santa Maria de Merlès | curs d'aigua Reserva Natural Parcial àrea protegida | 1987 Desemboca: Llobregat Llarg: 47km Superfície: 70.01734ha Conca: 173km² | 42° 11′ 45″ N, 2° 01′ 52″ E / 42.195759°N,2.031138°E 41° 55′ 36″ N, 1° 52′ 56″ E / 41.926769°N,1.882085°E |           | Riera de Merlès     | Modifica les dades a Wikidata |